# 26 novembre en sport
26 octobre 26 décembre
Chronologies thématiques
- Croisades
- Ferroviaires
- Disney

Le 26 novembre (330e jour de l'année ou 331e en cas d'année bissextile) en sport.

## Événements

### XIXesiècle
- 1862 :
  - (Boxe) : Tom King devient champion britannique après avoir défait Jem Mace dans le Medway en 21e rounds[1].

### XXesièclede1901à1950
- 1917 :
  - (Hockey sur glace) : création de la Ligue nationale de hockey à l'hôtel Windsor à Montréal (Canada)

### XXesièclede1951à2000
- 1975 :
  - (Rallye automobile) : arrivée du Rallye de Grande-Bretagne.
- 1976 :
  - (Rallye automobile) : arrivée du Rallye de Grande-Bretagne.

### XXIesiècle
- 2017 :
  - (Tennis /Coupe Davis) : Après trois finales malheureuses, l'équipe de France de Yannick Noah a logiquement dominé l'équipe de Belgique pour remporter un dixième Saladier d’argent[2].

## Naissances

### XIXesiècle
- 1878 : 
  - Major Taylor, cycliste sur piste américain. Champion du monde de cyclisme sur piste de la vitesse 1899. († 21 juin 1932).
- 1889 : 
  - Henri Wijnoldy-Daniëls, épéiste, fleurettiste et sabreur néerlandais. Médaillé de bronze du sabre par équipes aux Jeux d'Anvers 1920 et aux Jeux de Paris 1924. († 20 août 1932).
- 1890 :
  - Christian Dauvergne, pilote automobile de Grand Prix et d'endurance français. († 30 avril 1954).
- 1897 : 
  - Robert Accard, footballeur puis entraîneur français. (6 sélections en équipe de France). († 16 octobre 1971).
- 1898 : 
  - Héctor Scarone, footballeur puis entraîneur uruguayen. Champion olympique aux Jeux de Paris 1924 et aux Jeux d'Amsterdam 1928. Champion du monde de football 1930. Vainqueur des Copa América 1917, 1923, 1924 et 1926. (52 sélections en équipe nationale). († 4 avril 1967).

### XXesièclede1901à1950
- 1908 : 
  - Lefty Gomez, joueur de baseball américain. († 17 février 1989).
- 1909 :
  - Fritz Buchloh, footballeur puis entraîneur allemand. (17 sélections en équipe nationale). Sélectionneur de l'équipe d'Islande en 1949. († 22 juillet 1998).
- 1912 :
  - Charles Roviglione, footballeur français. († 17 août 1993).
- 1919 :
  - Harry Catterick, footballeur puis entraîneur anglais. († 9 mars 1985).
- 1920 :
  - Boumedienne Abderrhamane, footballeur puis entraîneur franco-algérien. († 4 juin 2011).
- 1922 : 
  - Etienne Gailly, athlète de fond belge. Médaillé de bronze du marathon aux Jeux de Londres 1948. († 21 octobre 1971).
- 1924 : 
  - Fernand Cazenave, joueur de rugby à XV puis entraîneur français. (6 sélections en équipe de France). Sélectionneur de l'équipe de France de 1968 à 1972. († 10 janvier 2005).
- 1926 : 
  - Armand Penverne, footballeur puis entraîneur français. (39 sélections en équipe de France). († 27 février 2012).
- 1937 : 
  - Léo Lacroix, skieur français. Médaillé d'argent de la descente aux Jeux de Innsbruck 1964. Médaillé d'argent de la descente et du combiné aux Mondiaux de ski alpin 1966.
- 1941 : 
  - Jeff Torborg, joueur puis dirigeant de baseball américain. († 19 janvier 2025).
- 1946 : 
  - Art Shell, joueur puis entraîneur de foot U.S. américain.
- 1948 : 
  - Krešimir Ćosić, basketteur puis entraîneur yougoslave et ensuite croate. Médaillé d'argent aux Jeux de Mexico 1968 et aux Jeux de Montréal 1976 puis champion olympique aux Jeux de Moscou 1980 ensuite médaillé d'argent en tant qu'entraîneur aux Jeux de Séoul 1988. Champion du monde de basket-ball 1970 et 1978. Champion d'Europe de basket-ball 1973, 1975 et 1977. Vainqueur de la Coupe Saporta 1982. (303 sélections en équipe nationale). († 25 mai 1995).

### XXesièclede1951à2000
- 1952 :
  - Pascal Thomasse, pilote de rallye et de rallye-raid français.
- 1953 :
  - Desiré Wilson, pilote de courses automobile sud-africaine.
- 1954 :
  - Bob Murray, hockeyeur sur glace puis dirigeant sportif canadien.
- 1956 :
  - Pat Medrado, joueuse de tennis brésilienne.
- 1959 :
  - Dana Gilbert, joueuse de tennis américaine.
- 1964 :
  - Vreni Schneider, skieuse alpine suisse. Championne olympique du géant et du slalom aux Jeux de Calgary 1988 puis championne olympique du slalom, médaillée d'argent du combiné et médaillée de bronze du géant aux Jeux de Lillehammer 1994. Championne du monde de ski alpin du géant 1987 et 1989 puis championne du monde de ski alpin du slalom 1991.
- 1965 :
  - Patrice Goueslard, pilote de courses automobile français.
- 1969 :
  - Shawn Kemp, basketteur américain. Champion du monde de basket-ball 1994. (8 sélections en équipe nationale).
- 1972 :
  - Chris Osgood, hockeyeur sur glace canadien.
- 1973 :
  - Michel Frey, pilote de courses automobile et dirigeant sportif suisse. Directeur de l'écurie Race Performance.
- 1975 :
  - Patrice Lauzon, patineur artistique de danse sur glace canadien.
- 1976 :
  - Mathieu Darche, hockeyeur sur glace canadien.
- 1977 :
  - Ivan Basso, cycliste sur route italien. Vainqueur du Tour du Danemark 2005, des Tours d'Italie 2006 et 2010, et du Critérium international 2006.
  - Lionel Faure, joueur de rugby à XV français. (8 sélections en équipe de France).
  - Zhang Jun, joueur de badminton chinois. Champion olympique du double mixte aux Jeux de Sydney 2000 et aux Jeux d'Athènes 2004. Champion du monde de badminton du double mixte 2001.
  - Jure Radelj, sauteur à ski slovène.
- 1979 :
  - Alexia Barrier, navigatrice et skipper française.
  - Eddy Ferhi, hockeyeur sur glace français. (7 sélections en équipe de France).
  - Julien Ingrassia, copilote de courses de rallyes automobile français. Champion du monde des rallyes 2013, 2014, 2015, 2016 et 2017. (40 victoires en rallyes).
- 1980 :
  - Aruna Dindane, footballeur ivoirien. (62 sélections en équipe nationale).
- 1981 :
  - Stephan Andersen, footballeur danois.
  - Gina Kingsbury, hockeyeuse sur glace canadienne. Championne olympique aux Jeux de Turin 2006 et aux Jeux de Vancouver 2010. Championne du monde de hockey sur glace 2001, 2004 et 2007.
  - Ville Snellman, joueur professionnel finlandais de hockey sur glace.
- 1982 :
  - Thomas Rouxel, skipper français.
- 1983 :
  - Milan Ivana, footballeur slovaque. (2 sélections en équipe nationale).
  - Alexis Rambur, basketteur français.
- 1984 :
  - Ana Maria Brânză, épéiste roumaine. Médaillée d'argent en individuelle aux Jeux de Pékin 2008. Championne du monde d'escrime à l'épée par équipes 2010 et 2011. Championne d'Europe d'escrime à l'épée par équipes 2006, 2008, 2009, 2011 et 2015 puis championne d'Europe d'escrime à l'épée en individuelle 2013.
  - Vincent Jérôme, cycliste sur route français.
  - Alex Kipchirchir, athlète de demi-fond kényan. Champion d'Afrique d'athlétisme du 800m et du 1 500m 2006.
  - Antonio Puerta, footballeur espagnol. Vainqueur des Coupe UEFA 2006 et 2007. (1 sélection en équipe nationale). († 28 août 2007).
- 1985 :
  - Matt Carpenter, joueur de baseball américain.
  - Nikola Pokrivač, footballeur croate. († 18 avril 2025).
  - David Torrence, athlète de demi fond américain puis péruvien.  († 28 août 2017).
- 1986 :
  - Konstadínos Filippídis, athlète de sauts à la perche grec.
  - Bauke Mollema, cycliste sur route néerlandais.
- 1987 :
  - Armando Cooper, footballeur panaméen. (70 sélections en équipe nationale).
  - Matthew Ebden, joueur de tennis australien.
  - David Veilleux, cycliste sur route canadien.
- 1988 :
  - Arthur Vichot, cycliste sur route français.
- 1990 :
  - Avery Bradley, basketteur américain.
  - Gabriel Paulista, footballeur brésilien.
- 1993 :
  - Gian Clavell, basketteur portoricain.
  - Kuo Hsing-chun, haltérophile taïwanaise. Médaillée de bronze des -de 58kg aux Jeux de Rio 2016 puis championne olympique des -59kg aux Jeux de Tokyo 2020. Championne du monde d'haltérophilie des -58kg 2013 et 2017, des -59kg 2018, 2019 et 2021. Championne d'Asie d'haltérophilie à 5 reprises.
- 1994 :
  - Blaise Rogeau, hockeyeur sur gazon français.
- 1995 :
  - James Guy, nageur britannique. Champion du monde de natation du 200m nage libre 2015.
- 1996 :
  - Malik Beasley, basketteur américain.
  - Giorgi Tsutskiridze, joueur de rugby à XV géorgien. (32 sélections en équipe nationale).
- 1998 :
  - Enzo Goudou-Sinha, basketteur français.
  - Gilonne Guigonnat, biathlète française.
  - Luka Ivanušec, footballeur croate.
  - Jón Dagur Þorsteinsson, footballeur islandais.
- 1999 :
  - Perr Schuurs, footballeur néerlandais.
- 2000 :
  - Jacob Trenskow, footballeur danois.

### XXIesiècle
- 2000 : 
  - Lamecha Girma, athlète éthiopien.
- 2001 :
  - Sotíris Alexandrópoulos, footballeur grec.
  - Manon Revelli, footballeuse française. Championne d'Europe féminin de football des moins de 19 ans 2019.
- 2002 :
  - Ante Matej Jurić, footballeur croate.
- 2003 :
  - Élisa Riffonneau, joueuse de rugby à XV française. (12 sélections en équipe de France).
- 2005 :
  - Carter Bryant, basketteur américain.

## Décès

### XXesièclede1901à1950
- 1920 : 
  - Howard Taylor, 55 ans, joueur de tennis américain. (° 23 novembre 1865).

### XXesièclede1951à2000
- 1959 : 
  - Custodio Dos Reis, 36 ans, cycliste sur route portugais puis français. (° 30 novembre 1922).
- 1960 : 
  - Alfred Dambach, 42 ans, footballeur français. 1 sélection en équipe de France. (° 22 septembre 1918).
- 1964 :
  - Joseph Forshaw, 84 an, athlète de fond américain. Médaillé de bronze du marathon aux Jeux de Londres 1908. (° 13 mai 1880).
- 1971 :
  - Philip McCloy, 75 ans, footballeur puis entraîneur écossais. (2 sélections en équipe nationale). (° 19 avril 1896).
- 1987 : 
  - Aldo Boffi, 72 ans, footballeur italien. (2 sélections en équipe nationale). (° 26 février 1915).
- 1991 : 
  - Bob Johnson, 60 ans, hockeyeur sur glace puis entraîneur américain. (° 4 mars 1931).
- 1992 : 
  - Nigel Burgess, 50 ans, navigateur et homme d'affaires britannique. (° 1er janvier 1942).

### XXIesiècle
- 2001 : 
  - Mathias Clemens, 86 ans, cycliste sur route luxembourgeois. Vainqueur des Tours de Luxembourg 1935, 1936, 1937, 1939 et 1947. (° 8 août 1915).
- 2006 : 
  - Isaac Gálvez, 31 ans, cycliste sur route espagnol. (° 20 mai 1975).
- 2007 : 
  - Herb McKenley, 85 ans, athlète de sprint jamaïcain. Médaillé d'argent du 400m aux Jeux de Londres 1948 puis champion olympique du relais 4×400 mètres et médaillé d'argent du 100m ainsi que du 400m aux Jeux d'Helsinki 1952. (° 10 juillet 1922).
- 2011 : 
  - Ron Lyle, 70 ans, boxeur américain. (° 12 février 1941).
  - Iván Menczel, 69 ans, footballeur hongrois. Champion olympique aux Jeux de Mexico 1968. (6 sélections en équipe nationale). (° 14 décembre 1941).
- 2016 : 
  - David Provan, 75 ans, footballeur puis entraîneur écossais. (5 sélections en équipe nationale). (° 11 mars 1941).